# Признак Лобачевского
Признак Лобачевского — признак сходимости числового ряда, предложенный Лобачевским между 1834 и 1836.

## Формулировка
Пусть {\displaystyle (a_{n})} есть убывающая последовательность положительных чисел, тогда ряд
{\displaystyle \sum _{n=1}^{\infty }a_{n}}
сходится или расходится одновременно с рядом
{\displaystyle \sum _{m=1}^{\infty }{\frac {N_{m}}{2^{m}}}}
где {\displaystyle N_{m}} — наименьшее целое, такое что   {\displaystyle a_{N_{m}}\leq {\frac {1}{2^{m}}}}.

## Примеры
- Для гармонического ряда {\displaystyle a_{n}={\tfrac {1}{n}}} имеем {\displaystyle N_{m}=2^{m}}, таким образом {\displaystyle {\frac {N_{m}}{2^{m}}}=1} и значит второй ряд расходится. Согласно признаку Лобачевского расходится и первый.